# Processo di Bobigny
Il processo di Bobigny fu un procedimento penale celebrato a Bobigny nell'ottobre e novembre del 1972. Si trattò di un processo per aborto, la cui imputata  fu la minorenne Marie-Claire Chevalier, accusata di aver interrotto la gravidanza l'anno precedente. Alla fine del procedimento, l'imputata venne assolta. Questo processo contribuì al raggiungimento della depenalizzazione dell'aborto in Francia, avvenuto per mezzo della Loi Veil del 1975.

## Contraccezione e aborto in Francia
Già a partire dalla sconfitta con la Germania del 1870, la Francia divenne teatro di scontri tra sostenitori dell'aborto e oppositori. Dopo la fine del Primo conflitto mondiale, nel 1920 venne approvata una legge che proibì l'aborto, la vendita di contraccettivi e la diffusione della «anti-conception propaganda».

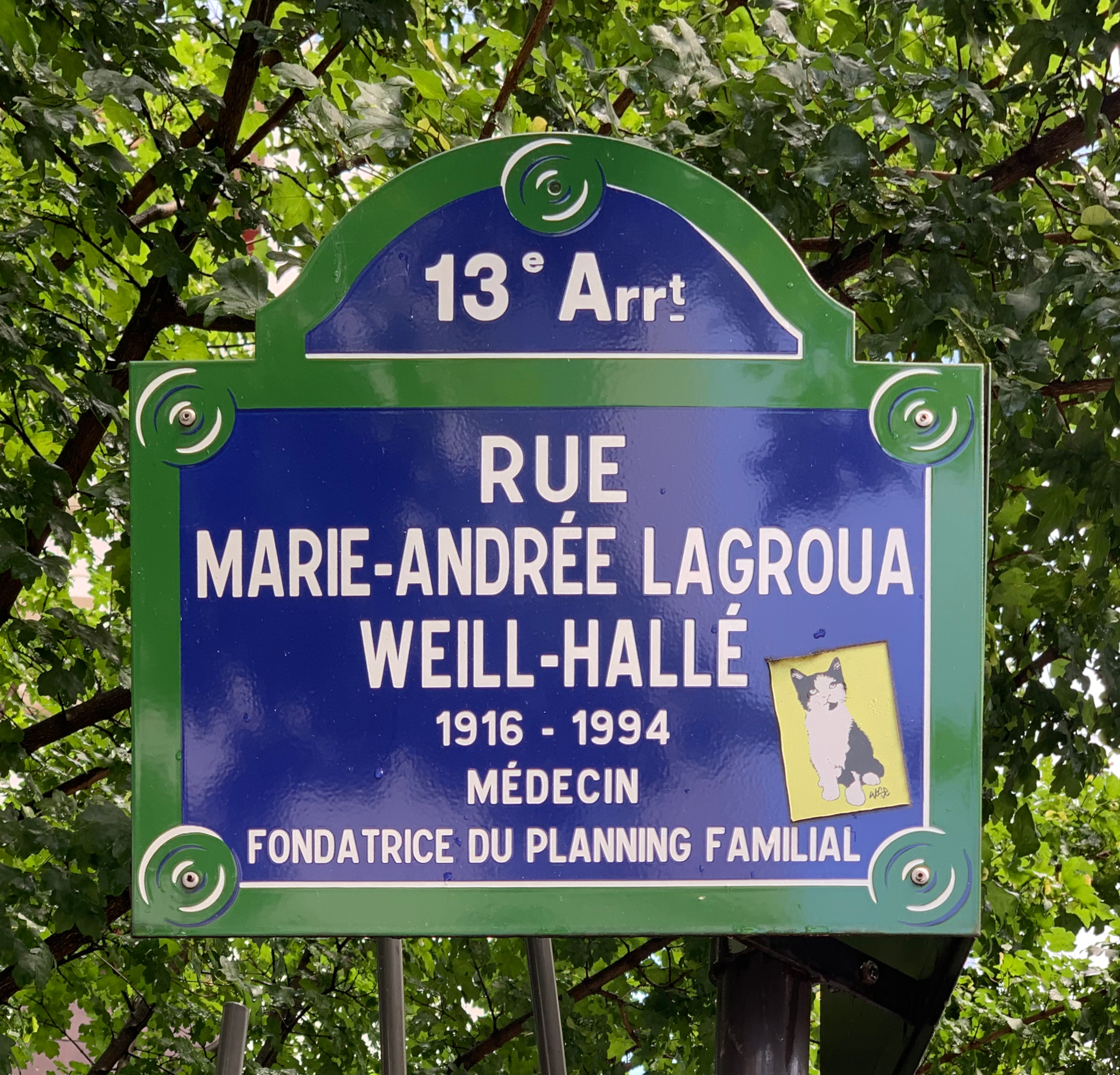
Via dedicata a Marie-Andrée Lagroua Weill-Hallé

Durante l’occupazione nazista, l’aborto era punito con la pena di morte, in quanto venne considerato dal regime di Vichy come «crimine contro la sicurezza dello Stato». Nel dopoguerra, invece, con la caduta del regime nazista, l’aborto tornò a essere vietato dalla legge del 1920.
Nonostante la legge del 1920, cominciarono a nascere associazioni per denunciare la proibizione della propaganda a favore del controllo delle nascite. Tra queste vi fu la fondazione di «La maternité heureuse», un'organizzazione creata dalla ginecologa Marie-Andrée Lagroua Weill-Hallé nel 1956. Essa ebbe lo scopo di informare le donne, in quanto l'ignoranza sulla contraccezione fu molto più pericolosa della propaganda, questo perché la prima può portare a gravidanze non volute e a conseguenti rischi anche mortali per la salute delle donne.
Anche grazie alle iniziative promosse da diverse associazioni e da diversi attivisti, nel 1967, si assistette a una svolta significativa. In questo anno venne approvata la Loi Neuwirth, la quale legalizzò l'uso dei contraccettivi, in particolare quelli per via orale. Nonostante ciò, il divieto verso la propaganda anti-natalista continuò a permanere.
A partire dagli anni Settanta, grazie alla comparsa del Movimento femminista, la contraccezione e l'aborto vennero considerati come mezzi per sostenere l'emancipazione femminile. Le militanti fecero in modo che le donne prendessero coscienza e conoscenza del proprio corpo.  

## Eventi antecedenti al processo

### Manifesto delle 343
I collettivi femministi, attraverso le loro iniziative, aiutarono a concorrere al raggiungimento della Loi Veil del 1975. Tra queste vi fu quello che accadde nell'aprile del 1971, quando nella rivista di sinistra «Le Nouvel Observateur» venne pubblicato dal collettivo femminista separatista, formato cioè da sole donne, «Movimento per la liberazione della donna» il Manifesto delle 343, il quale provocò una cesura profonda.

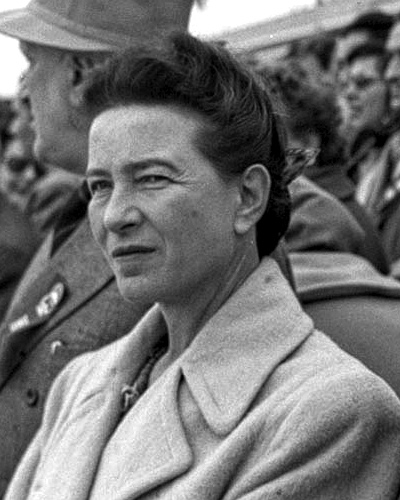
Simone De Beauvoir, firmataria del Manifesto delle 343 e fondatrice, con Gisèle Halimi, dell'associazione «Choisir».

Infatti, per mezzo di questo manifesto, le 343 donne firmatarie dichiararono pubblicamente di aver abortito su uno dei periodici francesi più venduti (tiratura 350.000 copie a settimana), rifiutando in modo deciso l'anonimato con cui questa pratica, in quanto venne vista come uno stigma sociale, normalmente avveniva. Il manifesto delle 343 ebbe tra le firmatarie più conosciute: l’autrice Simone De Beauvoir, l’avvocata franco-tunisina Gisèle Halimi che difenderà Marie-Claire Chevalier nel processo di Bobigny, la regista Agnès Varda, l’attrice Jeanne Moreau, la cantante Brigitte Fontaine. Con questo manifesto si cominciò a mettere in discussione ciò che si riteneva essere il destino di ogni donna: la maternità. Fu un momento cruciale non solo per la depenalizzazione dell’aborto, ma anche per l’emancipazione femminile. L’obiettivo del documento fu quello di rivendicare con forza l’aborto libero e gratuito.

### Associazione femminista «Choisir»
A contribuire al raggiungimento della depenalizzazione dell'aborto in Francia, concorse anche la creazione dell'associazione femminista «Choisir» fondata tra il 1971 e il 1972 da Simone De Beauvoir e Gisèle Halimi, la quale ebbe tre obiettivi:  «rendere la contraccezione libera, totale e gratuita», che era diventata una pratica legale dal 1967, «ottenere la soppressione di tutti i testi repressivi relativi all'aborto, difendere gratuitamente e assistere qualunque persona accusata di aborto o di complicità in esso». Quest'ultimo punto si realizzerà, per esempio, nel 1972 quando Halimi difenderà Marie-Claire nel processo di Bobigny.

## L'imputata Marie-Claire Chevalier

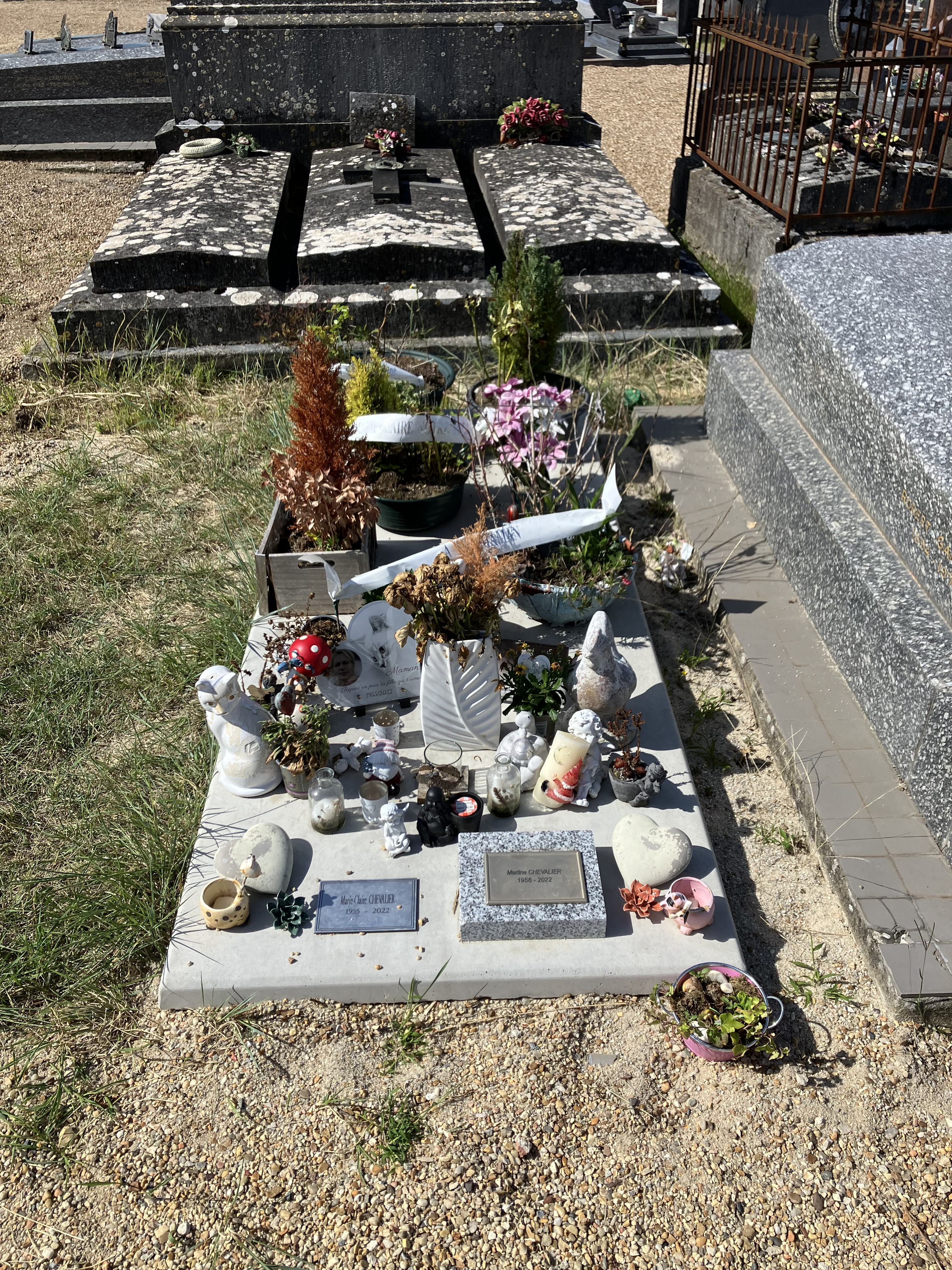
Tomba di Marie-Claire Chevalier a Meung-sur-Loire

Marie-Claire (Meung-sur-Loire, 12 luglio 1955 – Orléans, 23 gennaio 2022), viveva con la madre Michèle nubile, vicino a Parigi. La situazione economica della famiglia era molto precaria, in quanto a mantenerle era solamente lo stipendio della madre, bigliettaia della metro a Parigi, in quanto il padre le aveva abbandonate.
Nell'autunno del 1971 accadde «che un compagno di scuola, tale Daniel P., la minaccia, la picchia e poi la costringe a un rapporto sessuale. Marie-Claire resta incinta. Si rende subito conto del problema e cerca aiuto presso la madre, con la quale ha un buon rapporto e si confida». Così la madre, dopo aver avuto la conferma da Marie-Claire che non avrebbe voluto tenere il bambino, la aiutò ad abortire.
La madre Michèle decise così di rivolgersi alle proprie colleghe, due delle quali la aiutarono nella ricerca, per trovare un'abortion provider (espressione utilizzata dalla storiografia anglofona, per indicare le persone, con formazione medica e non, che eseguono aborti; la formula scelta evita il ricorso a espressioni stigmatizzanti come “mammana”, “praticona”, “medicona” ecc), in quanto, a causa della propria condizione economica, non potevano permettersi un aborto sicuro in cliniche private estere dove l'interruzione di gravidanza era permessa dalla legge, in Francia, infatti, l'aborto, fino al 1975, era considerata una pratica illegale.
A procurarle l'aborto fu Madame Bambuck, la quale utilizzò la tecnica della sonda. Questa pratica, come spesso avveniva, provocò a Marie-Claire una grave emorragia, costringendola a recarsi in ospedale. Come accadeva spesso alle migliaia di donne che ricorrevano a questa tecnica abortiva, i medici non la denunciarono, in quanto i sintomi di un aborto procurato sono indistinti da quelli a seguito di un aborto spontaneo. Per questo motivo, la maggior parte delle donne non vennero punite.
Marie-Claire tornò a casa «guarita e libera». A denunciarla fu Daniel P., il ragazzo che l'aveva violentata, poiché volle distogliere l'attenzione dal suo caso, in quanto venne accusato di aver rubato un'auto.
Così l'11 ottobre 1972 iniziò il processo a Marie-Claire, accusata di aver abortito l'anno precedente, presso il Tribunale dei Minori a Bobigny. Vennero inoltre messe sotto accusa come «complici la mamma, le due amiche che l'hanno consegnata e aiutata e la "fabbricante di angeli" (gli abortion providers venivano definiti in francese faiseuse d'anges, cioè fabbricanti di angeli) Madame Bambuck».

## Svolgimento del processo
Durante il processo vennero giudicate Marie-Claire Chevalier per aver interrotto la gravidanza, come complici la madre Michèle, le sue colleghe e Madame Bambuck per aver procurato l'aborto alla giovane ragazza. Lo storico Giambattista Scirè ha descritto questo caso come: «uno dei tanti in cui l'indigenza e l'ignoranza avevano portato una ragazza a una gravidanza indesiderata e poi all'aborto».

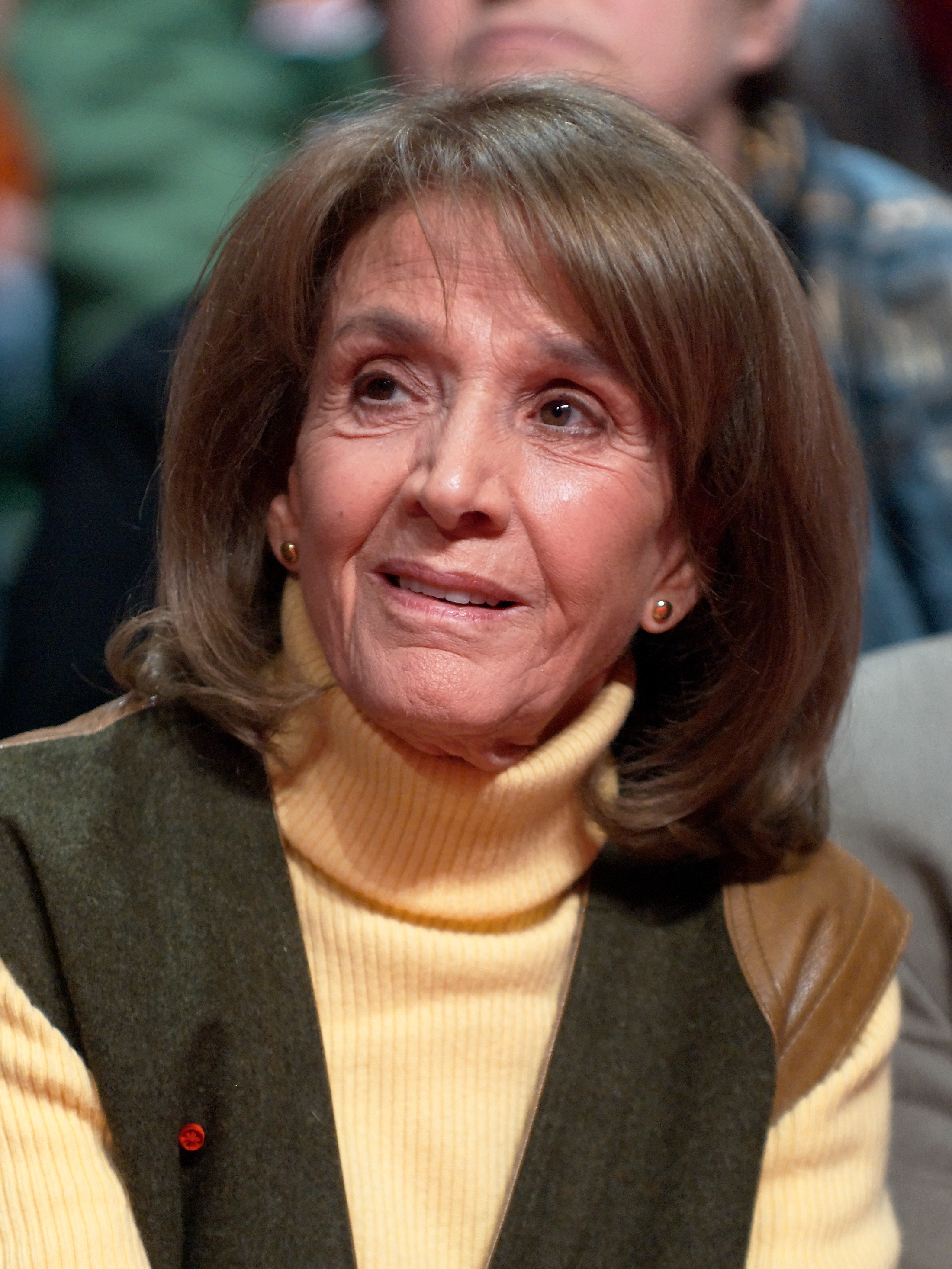
L'avvocata femminista franco-tunisina Gisèle Halimi

Il processo avvenne in due momenti: Marie-Claire dovette presentarsi presso il Tribunale dei minori di Bobigny l'11 ottobre per essere giudicata, mentre le altre accusate il 22 novembre. In entrambi i casi la difesa venne gestita gratuitamente dall'avvocata franco-tunisina Gisèle Halimi. 
Questo processo mostrò alla Francia e al mondo una grave tragedia che migliaia di donne dovettero subire per interrompere la propria gravidanza: quella dell'aborto clandestino. Esso da eccezione drammatica si scoprì essere, invece, una piaga diffusa, un vulnus sperimentato in maniera violenta e disumana da molte gestanti.
Il processo a Marie-Claire fece in modo che la macchina legislativa contraria all'aborto si inceppasse. A comportare ciò fu un singolo granello di sabbia: il suo nome fu Marie-Claire. In tutta la Francia si organizzarono manifestazioni a sostegno dell'imputata: «Marie-Claire e sua mamma non sono più sole: l'opinione pubblica si è mossa».

### Il processo a Marie-Claire
L'11 ottobre 1972 iniziò il processo a Marie-Claire Chevalier, il quale divenne un «clamoroso processo all'aborto». A difendere la ragazza ci pensò l'avvocata franco-tunisina Gisèle Halimi, la quale si sentì pienamente coinvolta dalla questione a tal punto da volerla difendere gratuitamente, lei stessa disse nella propria arringa: «Ebbene, ciò che tento di esprimere oggi qui, è che mi identifico precisamente e totalmente con la signora Chevalier e con queste tre donne che la legge definisce complici, con queste donne presenti all’udienza, con le donne che manifestano nelle piazze, con i milioni di donne francesi e di altri paesi. Esse sono la mia famiglia, sono la mia battaglia, sono la mia pratica quotidiana».
Halimi definì nella propria arringa negando ogni valore alla legge del 1920, ancora vigente, che criminalizzava la pratica abortiva. Infatti, essa veniva continuamente violata da migliaia di donne, per questo motivo non poté più essere considerata valida. 
L'avvocata sostenne inoltre che questa legge condannava solamente le donne povere, coloro che, come Marie-Claire, non poterono permettersi di abortire in modo sicuro e legale nelle cliniche svizzere o inglesi. Halimi proseguì sostenendo che la ragazza non ricevette un'adeguata educazione sessuale, in quanto la madre non ebbe i mezzi per impartirgliela e nelle scuole non si insegnava. L'altro tragico problema che gravò su tutte le donne è quello che riguardò la contraccezione che, nonostante fosse resa legale nel 1967 per mezzo della Loi Neuwirth, avveniva per lo più in modo clandestino.
Halimi considerò la legge del 1920 come «la pietra di paragone dell'oppressione che colpisce la donna», questo perché venne tolto alle donne il «diritto di scegliere di dare la vita». 
L'avvocata, inoltre, alla fine della sua arringa, spronò i giudici ad assumersi le proprie responsabilità.
Marie-Claire venne assolta, in quanto non ebbe scelta nel compiere il reato per cui è stata accusata, è la prima volta che un'imputata viene assolta, dopo aver confessato di aver compiuto il crimine per cui è stata processata.

### Il processo alle «complici»[12]
Il 22 novembre iniziò la seconda parte del processo, nel quale vennero giudicate: la madre Michèle, le due colleghe della metro e l'abortion provider Madame Bambuck. La difesa, presieduta sempre dall'avvocata femminista Gisèle Halimi, venne sostenuta dai testimoni. Tra essi vi furono: «Jacques Monod e François Jacob, premi Nobel per la fisiologia e la medicina; il prof. Paul Milliez docente della Facoltà di Medicina di Broussais, il dottor Raoul Palmer, ginecologo, capo chirurgo della Facoltà; il biologo Jean Rostand dell'Accademia Francese».
Durante questo processo, le tesi sostenute dai testimoni contribuirono a sostenere le istanze della difesa. In particolare riguardarono: la questione di classe, infatti il professor Milliez affermò: «Se ho accettato di venire qui è perché sono ben cosciente della grande ingiustizia sociale che fa sì che non esiste una sola donna ricca, in questo nostro paese, che non possa abortire, ma le povere...quante ne ho viste morire perché avevano abortito clandestinamente!». Il prof. Palmer continuò affermando che, nel 1966, ben 3600 donne, su un milione di aborti avvenuti in Francia, morirono per pratiche illecite. Lo stesso sostenne: «Per evitare questi drammi molti medici decidono di far abortire pur sapendo i rischi penali a cui si espongono. Per aiutare chi deve essere aiutato, vanno forse contro la legge, ma non contro la loro coscienza!».
Inoltre, l'altra tesi sostenuta dai testimoni, in particolare dal biologo Rostand, dal premio Nobel Jacob e dal prof. Monod, fu quella di smontare l'ipocrisia che si cela dietro alla rappresentazione dell'aborto come infanticidio, posizione difesa dalla Chiesa.
Grazie all'avvocata Halimi, sostenuta dall'istanza testimoniale, alla fine del processo Michèle venne punita con «una multa per lei (che non dovrà pagare), una pena simbolica per Madame Bambuck, l'assoluzione per le altre».  

### Importanza del processo
Il processo di Bobigny, dal punto di vista mediatico, fu un successo. Per settimane esso catalizzò l'attenzione dei media, l'aborto divenne il centro del dibattito pubblico non solo francese, o europeo, ma addirittura occidentale. Infatti, gli Stati Uniti seguirono con attenzione lo svilupparsi del dibattito attorno a questo tema. Questo perché, solo pochi mesi dopo, ci sarà la sentenza della Corte Suprema Roe vs Wade del 1973.
In primo luogo, il punto di forza dell'arringa dell'avvocata Halimi fu che riuscì a rendere la storia privata di Marie-Claire eredità di tutte le donne e dell'umanità intera, che la storica Lorenza Perini descrive così: «“la donna” diventa “le donne”, il suo caso diventa la condizione di tutte, il suo scontro con il Codice Penale diventa il problema dei diritti di uguaglianza di ogni cittadino di fronte alla legge».
In secondo luogo: «Grazie all’abile difesa della Halimi e ad un clima sociale informato e consapevole, l’azione intentata contro la giovane Marie-Claire si trasforma in Francia in un clamoroso processo all’aborto». Questo caso, inoltre, divenne un «dibattito educativo» per combattere la piaga dell'aborto clandestino. Una realtà che, stando al professor Palmer, testimone nella seconda parte del processo, contò 400.000 aborti (dati ufficiali). Tuttavia, la cifra che si ritenne essere reale, come suggerito anche dall'arringa di Halimi, oscillerebbe tra gli 800.000 e un milione di casi.
Il dibattito che si creò attorno al processo, diffuso attraverso i media, portò i suoi frutti. Infatti già nel dicembre 1974, il ministro della Sanità del governo Chirac Simone Veil, propose una legislazione, ricordata con il nome Loi Veil,  per la depenalizzazione dell'aborto, approvata il 1 gennaio 1975.

## Echi del processo in Italia
Il dibattito costruito in Francia, attorno alla piaga dell'aborto clandestino grazie al processo di Bobigny, uscì dai confini e arrivò anche in Italia, dove, anche qui stavano avvenendo manifestazioni, organizzate dalle organizzazioni femministe, per chiedere la legalizzazione della pratica abortiva.
L'esito del processo contro Marie-Claire e il successo mediatico dello stesso entusiasmò le militanti che, già a partire dal 1971, avevano iniziato a organizzare iniziative per rendere l'aborto libero, legale e sicuro. In Italia, l'interruzione di gravidanza, infatti, era punita, fino al 1978, dal X titolo «Dei delitti contro la integrità e la sanità della stirpe» del Codice penale Rocco del 1930, risalente al periodo fascista.
L'evento oltralpe, venne reso noto in Italia grazie ai giornali e grazie al periodico «Noi Donne». In quest'ultimo, infatti, vi furono, nel numero 49 del 1972, due inchieste dedicate al processo di Bobigny: la prima, dal titolo Tutta Parigi con lei, fu scritta da Pinuccia Bonetti, la seconda, di notevole importanza, fu scritta da Gabriella Lapasini e intitolata Quante Marie Claire in Italia?.
L'inchiesta di Gabriella Lapasini permise di utilizzare il caso Chevalier come mezzo per parlare dell'aborto clandestino all'interno del contesto italiano. Marie-Claire venne presa come: «un emblema: una figura che riassume in sé anche le vicende e le difficili storie di centinaia di altre Marie Claire del nostro paese». L'obiettivo del periodico è «rivendicare il diritto della donna a decidere della propria maternità con consapevolezza», inoltre vuole: «rivendicare alla maternità un preciso valore sociale». La donna, quindi, non deve più essere lasciata sola di fronte a una gravidanza.
Il caso Chevalier, inoltre, divenne il modello preso dalle militanti del gruppo padovano «Lotta femminista» nel giugno 1973 per gestire nel migliore dei modi un processo simile, poiché il reato compiuto era sempre l'aborto, ma allo stesso dissimile per l'esito, che coinvolse la padovana Gigliola Pierobon, la quale nella propria autobiografia scrisse: «Bisogna assolutamente che ci teniamo in contatto da un paese all'altro anche per poterci comunicare le informazioni e le esperienze che ci permetteranno di evitare gli scogli del riformismo». 

### Fonti primarie
- Carlo Cavicchioli, Cortei e scontri a Parigi per un'imputata d'aborto, in «La Stampa», a. 106, n. 224, 12 ottobre 1972, p. 13.
- Gabriella Lapasini, Quante Marie Claire in Italia?, in «Noi Donne», a. XXVII, n. 49, 10 dicembre 1972, p. 20.
- Gigliola Pierobon, Il processo degli angeli (Storia di un aborto), Roma, Tattilo, 1974.
- L. Bo, Assolta una giovane che aveva abortito, in «Il Corriere della Sera», a. 97, n. 226, 12 ottobre 1972, p. 19.
- Pinuccia Bonetti, Tutta Parigi con lei, in «Noi Donne», a. XXVII, n. 49, 10 dicembre 1972, pp. 22-23-24.
- Traduzione di Vittoria Nencini Baranelli, Un caso di aborto: il processo Chevalier, a cura di Associazione «Choisir», Torino, Einaudi, 1974.

### Fonti secondarie
- Bibia Pavard, The Right to Know? The Politics of Information about Contraception in France (1950s–80s), in Medical History, vol. 63, n. 2, 2019, pp. 173-188, DOI:10.1017/mdh.2019.4.
- Giambattista Scirè, L’aborto in Italia. Storia di una legge, Milano, Mondadori, 2008, ISBN 9788861595231.
- Lorenza Perini, Il corpo del reato. Parigi 1972 - Padova 1973: storia di due processi per aborto, Bologna, BraDypUs, 2014, ISBN 9788898392148.
- Maud Anne Bracke, La nuova politica delle donne. Il femminismo in Italia 1968-1983, Roma, Edizioni di Storia e Letteratura, 2019, ISBN 9788893592024.
- https://www.nouvelobs.com/culture/20041126.OBS2461/la-liste-des-343-francaises-qui-ont-le-courage-de-signer-le-manifeste-je-me-suis-fait-avorter.html, La liste des 343 Françaises qui ont le courage de signer le manifeste "Je me suis fait avorter", nouvelobs.com. /web/20250119101527/https://www.nouvelobs.com/culture/20041126.OBS2461/la-liste-des-343-francaises-qui-ont-le-courage-de-signer-le-manifeste-je-me-suis-fait-avorter.html.